# Ante Kaštelančić
Ante Kaštelančić (Podstrana, 17. kolovoza 1911. – Split, 15. travnja 1989.), hrvatski slikar
Diplomirao je na Akademiji likovnih umjetnosti u Zagrebu. Slikar je ekspresivnosti. Zavičajni krajolik zamjenjuje motivom upravljenih jedara, dinamičnih kompozicija u apstraktno-ekspresionističkom duhu. Slika dalmatinskog krajolika i čovjeka čije slike sežu u rasponu od postimpresionističkih okušaja, fovističkih reakcija i redukcija na samom rubu apstrahiranja.